# Bonte slakkendoder
De bonte slakkendoder (Trypetoptera punctulata) is een vlieg uit de familie van de slakkendoders (Sciomyzidae).
Het vliegje heeft een lengte van 4,2 tot 6,4 mm en een vleugellengte van 3,8 tot 5,6 mm. De grondkleur is crèmekleurig, met bruine vlekjes en oranjerode ogen. De vleugels zijn donkerbruin met diverse wittige vlekken. De soort komt voor in een groot deel van het Palearctisch gebied, inclusief Nederland.